# Gaspar Xuárez
Gaspar Xuarez (*Santiago del Estero, 1731 – Roma, 1804) fue un naturalista y botánico español nacido en la actual Argentina.
Nació en la ciudad de Santiago del Estero el 11 de junio de 1731, en aquel entonces bajo dominio colonial español, perteneciente al Virreinato del Perú. Estudió en el Real Colegio Convictorio de Nuestra Señora de Monserrat (actual Colegio Monserrat de la ciudad de Córdoba), e ingresa a la Compañía de Jesús en 1748, donde cursará filosofía y teología en la Universidad de Córdoba.
Por los años del siglo XVIII, las ciencias naturales en el Virreinato del Río de la Plata progresaron gracias a jesuitas naturalistas, como el P. Gaspar Xuárez s.j.
En julio de 1767, la Orden es expulsada de América por el rey Carlos III de España. El padre Xuarez, con 36 años, a la sazón profesor de la Cátedra de Derecho, se expatria a Faenza (Italia) hasta 1773, año en que se extingue la Compañía de Jesús. Y se establece en Roma, para fundar el "Orto Vaticano Yndico" (huerto Vaticano), de cultivo de plantas exóticas, como se las llamaba a las especies indígenas de América.
Su obra botánica importante la constituyen los tres fascículos de Osservazioni Fitologiche, publicadas en colaboración con Filippo L. Gilli en Roma entre 1789, 1790, 1792. Desarrollan aspectos del valor de las plantas cultivadas, la forma de reproducción, anatomía y analogía entre animales y vegetales. La mayoría de las plantas descriptas son sudamericanas y habían sido cultivada por los originarios precolombinos.
También con Sir John Hill publican Raccolta di alberi curiosi.
Gaspar Xuarez sigue sus estudios botánicos en Italia, y se influencia de los botánicos europeos como Cavanilles, Ruiz, Pavón y A.L. de Jussieu, de quienes adopta sus metodologías. Hace descripciones de propiedades medicinales de plantas y de sus aplicaciones, y descripciones, y ajuste a sus nombres científicos.
Fallece en Roma, el 3 de enero de 1804, a los 74 años de edad, no habiendo desfallecido nunca por la experimentación y el aprendizaje.
El "Herbario de la Facultad de Agronomía Gaspar Xuarez", a través del Profesor e Ing. Agr. Lorenzo R. Parodi, al fundar tal Herbario, en 1962, tiene el honor de colocar el nombre de Gaspar Xuárez, homenaje al primer botánico argentino.
También el Jardín botánico de la "Facultad de Ciencias Agropecuarias de la Universidad Católica de Córdoba, universidad jesuita, lleva en su honor el nombre de "Jardín Botánico Gaspar Xuárez s.j."
En el Campus Nuestra Señora del Pilar de la Universidad del Salvador, en la provincia de Buenos Aires, la isla donde se encuentra el invernaculo de la Facultad de Ciencias Agrarias y Veterinarias se denomina “Gaspar Juárez SJ”.